# Сарново (Хелмінський повіт)
Сарново (пол. Sarnowo, нім. Sarnau) — село в Польщі, у гміні Стольно Хелмінського повіту Куявсько-Поморського воєводства.
Населення — 122 особи (2011).
У 1975-1998 роках село належало до Торунського воєводства.

## Демографія
Демографічна структура станом на 31 березня 2011 року:
|          | Загалом | Допрацездатний вік | Працездатний вік | Постпрацездатний вік |
| -------- | ------- | ------------------ | ---------------- | -------------------- |
| Чоловіки | 57      | 15                 | 39               | 3                    |
| Жінки    | 65      | 18                 | 38               | 9                    |
| Разом    | 122     | 33                 | 77               | 12                   |